# 小玉ユキ
小玉 ユキ（こだま ユキ、9月26日 - ）は、日本の女性漫画家。長崎県佐世保市出身、血液型はA型。

## 概要
デビュー作は、『CUTiE Comic』（宝島社）2000年10月号に掲載された「柘榴」。当時のペンネームはコダマユキであった。2005年11月、現在の小玉ユキに改名する。
2002年7月に『Vanilla』（講談社）に発表した「Beautiful Sunset」で金の獅子賞（新人の登竜門）を受賞した。
『CUTiE comic』『Vanilla』が相次いで休刊となり、アルバイト生活を送っていた時期があった。その時に、とある出版社のゴミ置き場に積まれていた雑誌に掲載されていた彼女の作品が偶然編集者の目に留まり、『月刊flowers』（小学館）での再デビューの運びとなった。2007年から2012年まで、同誌に「坂道のアポロン」を連載。2009年、同作は「このマンガがすごい!」のオンナ編で1位を獲得した。2012年、同作は「第57回小学館漫画賞一般向け部門｣を受賞。2011年12月にテレビアニメ化が発表され、2012年4月より放送。

## 作品リスト
- 光の海（初の単行本）
  - 光の海
  - 波の上の月
  - 川面のファミリア
  - さよならスパンコール
  - 水の国の住人
- 羽衣ミシン
- マンゴーの涙 小玉ユキ短編集1（作品発表は、『光の海』以前）
  - マンゴーの涙
  - 白い花の刺繍
  - ROVER
  - 玉子王子
  - 憂鬱ヤマラージ
  - Kakigori
- 私の結婚式!（おかざき真里・二ノ宮知子ほかとの共著、エッセイ）
- 坂道のアポロン（全9巻+番外編1巻）
  - 種男
  - インターチェンジ
  - バグズコンチェルト
  - エレベーター・チャイルド
  - 天井娘
  - 夜警
- Beautiful Sunset 小玉ユキ短編集2
  - Beautiful Sunset
  - 柘榴
  - さくらんぼうの宴
  - 満員電車のススメ
  - ゆびきり〜私の大事な男の子〜
- 坂道のアポロン Official Fan Book
- 月影ベイベ（全9巻）
- 宝石箱 小玉ユキよみきり集（2018年2月）
  - ムーンライト・セレナーデ
  - 宝石箱の人魚
  - 泣かない女はいない（原作：長嶋有）
  - アザミニアサム
  - タロウ
  - 夜空の窓
  - アンダーグラウンド
  - キテレツな彼のこと（協力：藤子プロ）
  - 熱射病（『Vanilla』2002年10月号）
- ちいさこの庭（『月刊flowers』2017年9月号[2] - 2018年2月号連載[3]、全1巻）
- 青の花 器の森（『月刊flowers』2018年5月号[4] - 2022年5月号[5]、全10巻）
  - 青の花 器の森 番外編（『月刊flowers』2022年6月号[6]、2022年7月号[7]）
- 狼の娘（『月刊flowers』2022年10月号[8] - 、既刊6巻）